# Oakajee
Oakajee is een plaats in de regio Mid West in West-Australië. 

## Geschiedenis
Luitenant George  Grey verkende de streek in 1829. Van 1879 tot 1957 was Oakajee een plaatsje aan een nevenspoor ('siding') van de spoorweg tussen Geraldton en Northampton.
Vanaf de jaren 1960 tot midden de jaren 2010 bestonden er plannen om in Oakajee een diepzeehaven voor de uitvoer van ijzererts te ontwikkelen. Daarvoor werd een industrieterrein voorzien. De lage ijzerertsprijzen deden het project in 2014 stranden. Chinese bedrijven kochten zich in het havenproject in waardoor er vrees voor veiligheidsproblemen ontstond.
Sinds 2020 bestaan plannen om op het industrieterrein waterstof te produceren middels hernieuwbare energie.

## Beschrijving
Oakajee maakt deel uit van het lokale bestuursgebied (LGA) Shire of Chapman Valley, een landbouwdistrict waarvan Nabawa de hoofdplaats is.

## Ligging
Oakajee ligt nabij de North West Coastal Highway, 435 kilometer ten noordnoordwesten van de West-Australische hoofdstad Perth, 20 kilometer ten noorden van Geraldton en 33 kilometer ten zuidwesten van Nabawa.